# Haselbachmühle
Die Haselbachmühle (auch Zwerenberger Sägmühle) ist eine ehemalige Wassermühle und ein Wohnplatz der Gemeinde Sulzbach an der Murr im baden-württembergischen Rems-Murr-Kreis. 

## Geographische Lage
Die Einzelsiedlung liegt etwa 2,5 Kilometer nordöstlich der Ortsmitte von Sulzbach in dessen Waldtal linksseits des Haselbachs. Umliegende Ortschaften sind Bushof im Norden, Hager im Nordosten, Zwerenberg am nächsten im Osten, Bartenbach im Süden, Sulzbach im Südwesten und Berwinkel im Nordnordwesten.
Der Ort liegt im Naturpark Schwäbisch-Fränkischer Wald.

## Geschichte
Die Haselbachmühle wurde um 1799 von der damals noch selbstständigen Gemeinde Zwerenberg erbaut. Im 19. Jahrhundert war die Anlage in der Hand einer Besitzergemeinschaft, die aus Michael Müller, Gottlieb und Michael Schieber, Christian und Johann Kübler, Johann und Christian Nothdurft sowie Georg Klenk bestand. Um 1908 bestand eine Sägemühle mit 4 PS Leistung. Der Mühlkanal ist inzwischen verlandet. Das verwinkelte Fachwerkgebäude wurde in den 1990er Jahren grundlegend renoviert.